# Förster-Kliffs
Die Förster-Kliffs sind 3 km lange und 550 m hohe Felsenkliffs mit ostwestlicher Ausdehnung im Norden der westantarktischen James-Ross-Insel. Sie ragen ostnordöstlich des Stark Point auf.
Das UK Antarctic Place-Names Committee benannte sie 1987 nach dem deutschen Geologen Reinhard Förster (1935–1987) von der Ludwig-Maximilians-Universität München, der zu einer Mannschaft des British Antarctic Survey zur Erkundung dieses Gebiets zwischen 1985 und 1986 gehört hatte.